# 감사합니다 (드라마)
《감사합니다》는 2024년 7월 6일부터 2024년 8월 11일까지 방송했던 tvN 토일 드라마다.

## 기획 의도
횡령, 비리, 사건 사고가 끊이지 않는 건설회사 감사팀. 회사 갉아먹는 쥐새끼들 소탕하러 온 이성파 감사팀장 신차일과 감성파 신입 구한수의 본격 오피스 클린 활극

## 제작진

### 극본
- 최민호

### 연출
- 권영일 : tvN 수목 드라마 《검색어를 입력하세요 WWW》(공동 연출), tvN 월화 드라마 《(아는 건 별로 없지만) 가족입니다》(연출), tvN 월화 드라마 《어느 날 우리 집 현관으로 멸망이 들어왔다》(연출), tvN 월화 드라마 《웨딩 임파서블》(연출) 연출
- 주상규 : JTBC 금토 드라마 《밥 잘 사주는 예쁜 누나》(프로듀서) 연출

## 등장 인물

### 주요 인물
- 신하균 : 신차일 역 (아역 : 박태린) - JU건설 감사팀 팀장
- 이정하 : 구한수 역 - JU건설 감사팀 사원, 석구와 혜영의 아들.
- 진구 : 황대웅 역 - JU건설 부사장, 건웅과 세웅의 동생. 죽은 종욱의 막내 아들.
- 조아람 : 윤서진 역 - JU건설 감사팀 사원, 미진의 딸.
- 정문성 : 황세웅 역 - JU건설 (현)사장, 대웅의 형. 건웅의 동생. 죽은 종욱의 둘째 아들.

### 감사팀 직원들
- 홍인 : 염경석 역 - JU건설 감사팀 차장
- 이지현 : 옥아정 역 - JU건설 감사팀 과장
- 오희준 : 문상호 역 - JU건설 감사팀 대리

### JU 건설
- 이도엽 : 황건웅 역 - JU건설 (구)사장, 세웅과 대웅의 형. JU건설 창업자 황종욱의 3남 중 첫째 아들.
- 백현진 : 양재승 역 - JU건설 상무
- 이채경 : 임유선 역 - 건웅의 아내

### 한수네 가족
- 박수영 : 구석구 역 - 한수의 아버지, 혜영의 남편.
- 우미화 : 안혜영 역 - 한수의 어머니, 석구의 아내.

### 서진네 가족
- 김비비 : 이미진 역 - 서진의 어머니

### 그 외 인물
- 김건호 : 안병진 역 - 타워 크레인 기사
- 윤상화 : 박호연 역 - 명타워 사장
- 박완규 : 오창식 역 - 나눔주택 조합장
- 윤인조 : 조 부장 역
- 한서이 : 이연지 역 - 더명건설 재무과장, 강명철의 내연녀
- 고서희 : JU건설 쇼핑몰 현장 식당 입찰에서 탈락한 식당 사장 역
- 김상보 : 신입시절 차일과 함께 일했던 감사과장 역
- 안현정 : 이경숙 역 (†) - 임정윤의 어머니
- 박재철 : 여권 위조범 역
- 김근배 : J-BIMS 시연회에서 기자로 위장한 브로커 역
- 박예니 : 정혜영 역 - JU건설 인사팀 대리
- 미상 : 채용 서류를 훔쳐 달아나던 괴한 역
- 미상 : 서길표가 인사팀을 총괄했을 당시 인사 팀원 역
- 미상 : 안동수 역

### 특별 출연
- 정희태 : 강일권 역 - 이운건설 재무부장(1회)
- 정석용 : 배영식 역 - JU건설 현장소장(1회~2회)
- 정인기 : JU건설 감사팀 (전) 팀장 역(1회)
- 김홍파 : 서길표 역 - JU건설 전무(1회~2회, 10회~11회)
- 이규회 : 신차일의 아버지 역(1회, 12회)
- 정동환 : 방기호 역 - JU건설 대주주(2회~3회, 6회, 8회, 11회~12회)
- 홍수현 : 유미경 역 - JU건설 주택사업부 부장(3회~5회)
- 이신기 : 강명철 역 - 더명건설 감사팀장, 유미경의 남편(3회~4회)
- 조한철 : 편인호 역 - JU건설 외주 구매 본부장(5회~6회)
- 우지현 : 임정윤 역 - JU건설 외주 구매 본부 과장(5회~6회)
- 김수진 : 민은숙 역 - JU건설 쇼핑몰 식당 사장(5회)
- 김신비 : 오윤우 역 - JU건설 기술개발실 사원
- 신재하 : 이지훈 역 - JU건설 기술개발실 실장(6회~8회)
- 이중옥 : 박재완 역 - JU건설 기술개발실 과장(6회~8회)
- 김지현 : 서희진 역 - 외부 감사 '발은(撥隱)'의 팀장(9회~10회)
- 민성욱 : 윤대경 역 - JU건설 인사팀 (전) 팀장(9회)
- 현봉식 : 김만수 역 (†) - 배온건설 사업개발 차장(10회)
- 장소연 : 김만수 차장의 아내 역(10회)
- 홍서준 : 정 사장 역 - 정혜영 대리의 아버지(10회)
- 허준석 : 채종우 역 - JU건설에 새로 온 외주 구매 본부장(11회~12회)
- 정진영 : 김시현 역 - 감사원 공직감찰본부장(12회)
- 전수지 : 채종우 본부장의 아내 역(12회)

## 시청률
최저 시청률과 최고 시청률은 시청률 조사회사와 지역별로 시청률에 차이가 있을 수 있습니다.
| 2024년 | 2024년   | 2024년         | 2024년       | 2024년 |
| 회차   | 방송일   | AGB 시청률     | AGB 시청률   |        |
| 회차   | 방송일   | 대한민국(전국) | 서울(수도권) |        |
| ------ | -------- | -------------- | ------------ | ------ |
| 제1회  | 7월 6일  | 3.514%         | 3.371%       |        |
| 제2회  | 7월 7일  | 5.902%         | 6.523%       |        |
| 제3회  | 7월 13일 | 5.262%         | 5.688%       |        |
| 제4회  | 7월 14일 | 7.213%         | 7.277%       |        |
| 제5회  | 7월 20일 | 5.943%         | 6.418%       |        |
| 제6회  | 7월 21일 | 7.314%         | 7.492%       |        |
| 제7회  | 7월 27일 | 6.698%         | 6.298%       |        |
| 제8회  | 7월 28일 | 7.789%         | 8.168%       |        |
| 제9회  | 8월 3일  | 5.463%         | 5.958%       |        |
| 제10회 | 8월 4일  | 7.114%         | 7.236%       |        |
| 제11회 | 8월 10일 | 7.307%         | 7.266%       |        |
| 제12회 | 8월 11일 | 9.543%         | 10.126%      |        |

## 같이 보기
- 대한민국의 텔레비전 드라마 목록 (ㄱ)
- 2024년 대한민국의 텔레비전 드라마 목록